# خانه حسین شاکری
خانه حسین شاکری مربوط به دوره پهلوی است و در یزد، محله فهادان، کوی یوزداران واقع شده و این اثر در تاریخ ۹ اردیبهشت ۱۳۸۲ با شمارهٔ ثبت ۸۵۳۴ به‌عنوان یکی از آثار ملی ایران به ثبت رسیده است.